# Gustave Geffroy

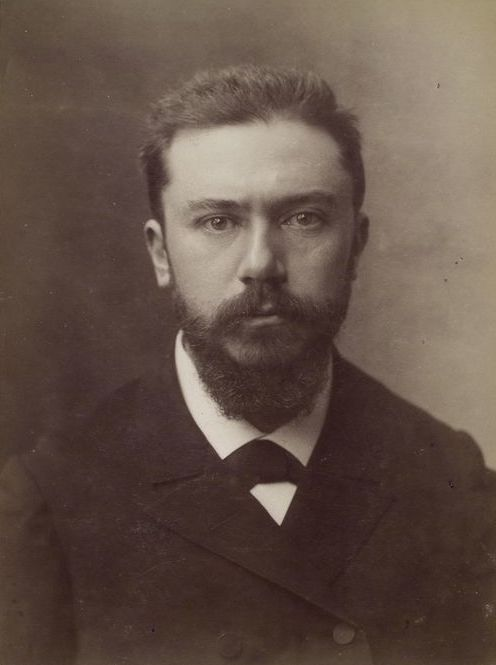
Gustave Geffroy, Fotografie von Nadar

Gustave Geffroy (* 1. Juni 1855 in Paris; † 4. April 1926 ebenda) war ein französischer Journalist, Kunstkritiker, Historiker und Schriftsteller und einer der zehn Gründungsmitglieder der Académie Goncourt.

## Leben

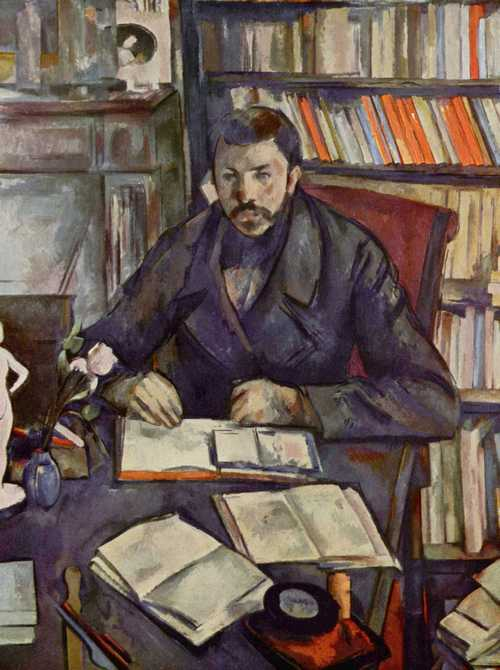
Paul Cézanne: Gustave Geffroy, 1895, Musée d’Orsay, Paris

Geffroy kam im September 1886 von der bretonischen Insel Belle-Île nach Paris, um eine Untersuchung über die Gefängnisse Napoléon III. zu machen. Dort traf er zufällig den Maler Claude Monet, den er bewunderte und mit dem er Freundschaft schloss.

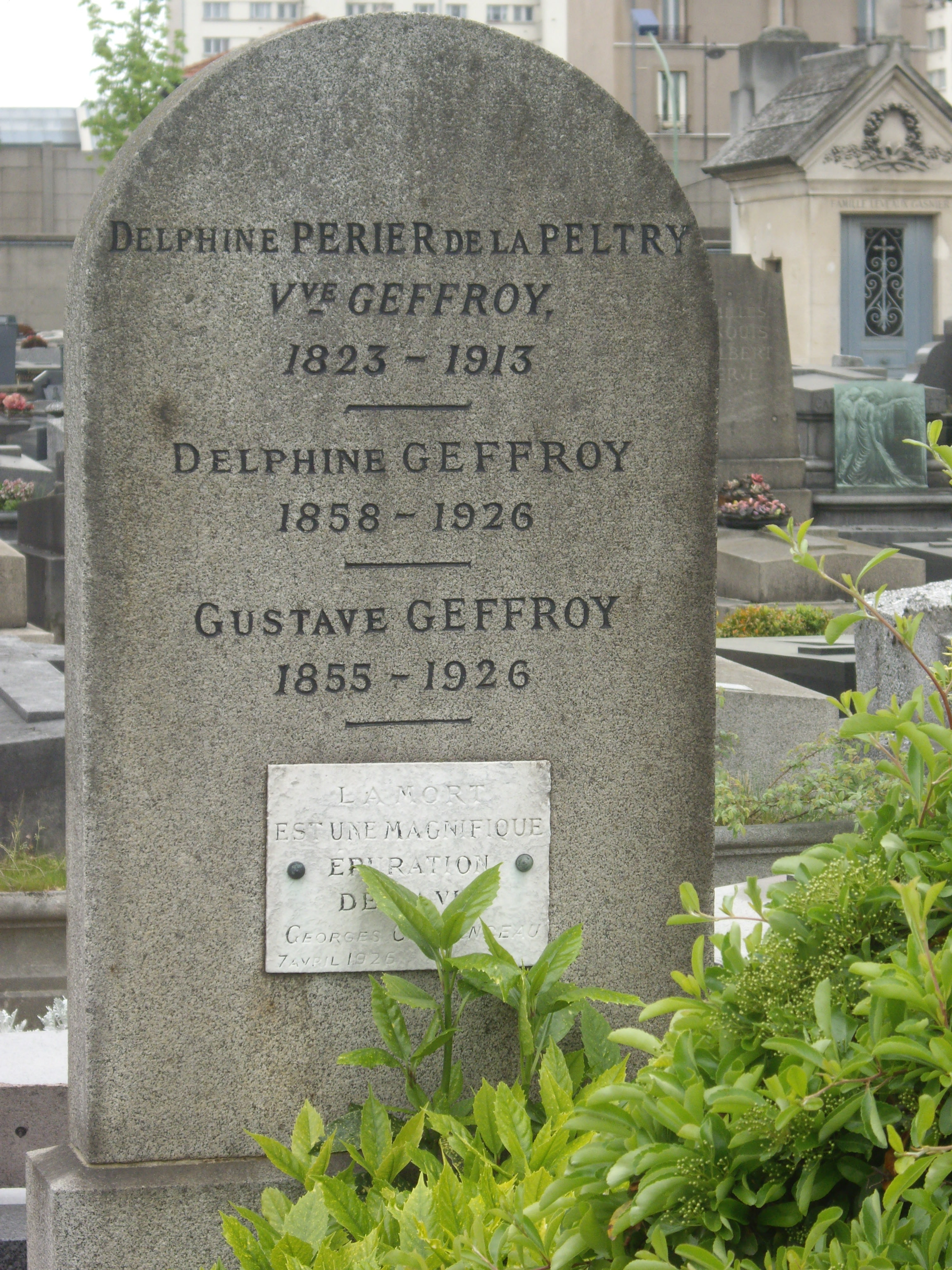
Grabstein auf dem Cimetière de Montrouge

Er gehörte zu den wenigen Kritikern, die Paul Cézannes Werk zu Lebzeiten positiv beurteilten. Im Jahr 1895 war das von Cézanne gemalte Porträt Geffroys entstanden, das Cézanne jedoch in unvollendetem Zustand beließ, weil er mit diesem nicht zufrieden war.
Im Jahr 1897 veröffentlichte Geffroy L'Enfermé, in dem er über das Leben des französischen Revolutionärs Auguste Blanqui berichtete. Als Mitarbeiter der Zeitung La Justice, ab dem 15. Januar 1880, traf er Georges Clemenceau, der ihm ein guter Freund wurde und der ihn im Jahr 1908 zum Direktor der Gobelin-Manufaktur machte. Dieses Amt hatte er bis zu seinem Tod im Jahr 1926 in Paris inne. Sein Grab liegt auf dem Pariser Friedhof Cimetière de Montrouge.
Eine Straße des 13. Arrondissements in Paris trägt seinen Namen.

## Hauptwerke
Romane
- Le Cœur et l'esprit (1894)
- Hermine Gilquin (1907)
- La Comédie bourgeoise (1922)
- Cécile Pommier. (1) L'Éducation spirituelle (2) La Lutte des classes (2 Bände, 1923)

Über Kunst
- Bernard Palissy (1881)
- Le Statuaire Rodin (1889)
- La Vie artistique (8 Bände, 1892–1903)
- Rubens (1902)
- Les Musées d'Europe (11 Bände, 1906–1908)
- Claude Monet (1920)
- René Lalique (1922)
- Sisley (1923)
- Auguste Brouet : catalogue de son œuvre gravé (2 Bände, 1923)
- Charles Meryon (1926)
- Corot (s. d.)
- Daumier (s. d.)

Historisches
- L'Enfermé (1897) Texte als PDF
- La Bretagne (1905)
- Clémenceau (1918)
- Constantin Guys, l'historien du Second Empire (1920)

Verschiedenes
- Notes d'un journaliste : vie, littérature, théâtre (1887) Texte als PDF
- Pays d'Ouest (1897)
- Les Minutes parisiennes, 2 heures. La Cité et l'île Saint-Louis (1899)
- L'Apprentie, drame historique en 4 actes et 10 tableaux, Paris, Théâtre de l'Odéon, 7. Januar 1908
- Les Bateaux de Paris (1903)
- Les Minutes parisiennes. 7 heures. Belleville (1903)
- Images du jour et de la nuit (1924) Texte als PDF